# Roodstreepspanner
De roodstreepspanner (Rhodometra sacraria) is een nachtvlinder uit de familie Geometridae (spanners). De voorvleugellengte bedraagt tussen de 12 en 14 millimeter. De vlinder komt verspreid voor over Afrika, Europa, en grote delen van Azië.

## Waardplanten
De roodstreepspanner heeft als waardplanten zuring en gewoon varkensgras.

## Voorkomen in Nederland en België
De roodstreepspanner is in Nederland en België een schaarse soort, die als trekvlinder in het hele gebied is te zien. De vlinder is in onze omgeving te zien van april tot en met oktober. De soort kan hier niet overwinteren